# Raul Gomes Brandão
Raul Valladão Gomes Brandão Filho (Rio de Janeiro, 15 de janeiro de 1919 — 18 de outubro de 1978) é um fotógrafo e pintor brasileiro.

## Carreira
Iniciou-se na pintura em 1942, quando conheceu e estudou com Veiga Guignard e recebeu orientação de Composição e Desenho com Pedro Correia de Araújo. Participou das seguintes coletivas nacionais: Salão Nacional de Belas Artes, Rio de Janeiro, ganhou menção honrosa no primeiro (1964, 1967 e 1968); l Exposição Geral de Belas-Artes, na antiga Escola Nacional
de Belas-Artes, Rio de Janeiro, ganhou o prêmio de pintura; Salão Nacional do Quarto Centenário, patrocínio da Secretaria de Turismo, ganhou o grande prêmio de pintura, ambos em 1965. Participou ainda das duas primeiras Feiras de Arte promovidas pela Associação Internacional de Artistas Plásticos e foi um dos fundadores da Feirarte, na Praça General Osório, Rio de Janeiro.
Individualmente, expôs nas galerias Escada (1968 e 1970), Dezon (1969) e Abelha (1970), as duas primeiras no Rio de Janeiro e a última em Teresópolis. Expôs, ainda individualmente, na Maison de France e na Assembleia Legislativa.
No exterior, expôs no Berckley High School Art Center, no Woodrow Wilson Art School, Virgínia; no Rotary Club, Pitsburgh, e em outras instituições, todas nos Estados Unidos.
Além de paisagens de acentuado teor expressionista e de retratos, fixa flagrantes populares, destacando-se a série do carnaval e do futebol, e compõe ainda naturezas mortas.
Sobre sua personalidade, escreveu Sérgio Bernardes: “Raul Brandão é um autentico, pinta quando sente necessidade de pintar, fotografa quando sente necessidade de fotografar. Raul vê e sente com amor e coragem, e sabe transmitir tudo de bom que transborda dele. Faz o que sensibiliza a ele, é tranqüilo como sempre o foi, é forte como sempre o foi, é autêntico como sempre o foi, é sensível a tudo que é bonito e bom da vida, é um artista nato. Raul Brandão continua hoje como quando o conheci há quarenta anos atrás: um puro. O que sai dele é honesto, é puro, é bom, do Samba de Mangueira ao Cristo, da Indústria ao Guimbeiro. Cada quadro um pedaço dele”.